# 王蘊 (南朝宋)
王 蘊（おう うん、生年不詳 - 477年）は、南朝宋の軍人。小字は阿益、字は彦深。本貫は琅邪郡臨沂県。

## 経歴
太中大夫の王楷（王僧朗の子）の子として生まれた。父が凡庸な人物で、目下の人々に尊重されないのを、王蘊は恥ずかしく思っていた。はじめ広徳県令となった。泰始初年、明帝が即位したばかりで、四方で反乱が続発していた。王蘊は明帝の檄に応じて将となり、仮の寧朔将軍となり、建安王劉休仁の下で司徒参軍をつとめた。叔父の王景文はこれを喜ばず、「阿益（王蘊）、汝は必ず我が門戸を破らん」と諭した。反乱が収まると、王蘊は吉陽県男に封じられた。中書・黄門郎となり、晋陵郡や義興郡の太守を歴任して、収奪をほしいままにした。義興郡での統治について収拾が必要とされる事態となったが、叔母の王太后の影響力もあって、免官を阻止された。
元徽元年（473年）、再び黄門郎となった。東陽郡太守とされたが、郡に赴任しないうちに桂陽王劉休範が反乱を起こして建康に迫ったため、王蘊は兵を率いて朱雀門で戦い、敗れて負傷した。元徽2年（474年）、劉休範の乱が鎮圧されると、王蘊は侍中に任じられ、寧朔将軍・湘州刺史として出向した。王蘊は性格が軽はずみで、功業といえるものはほとんどなかった。沈攸之が荊州刺史となると、王蘊は沈攸之と深く結託した。昇明元年（477年）、蕭道成が輔政にあたるようになると、王蘊は沈攸之とともに反乱を計画した。ちょうど母が死去したため、建康に帰ることとなったが、巴陵に十数日とどまり、さらに沈攸之と謀議した。ときに蕭賾が郢州行事をつとめており、王蘊が郢州に赴くと、異変が起こったときは夏口に拠って荊州と連係するように蕭賾に求めた。蕭賾はその意を悟って、病と称して赴かず、兵に戒厳と自衛を命じた。王蘊は郢州での工作がうまく行かなかったため、建康に赴いた。12月、沈攸之が反乱を起こすと、王蘊は袁粲らとひそかに結託した。袁粲が石頭城で起兵し、王蘊は数百人を集めて石頭城に向かった。蕭道成の部下の薛淵や戴僧静らが石頭城を陥落させると、王蘊は逃走したが捕らえられ、秣陵の市で斬られた。

## 伝記資料
- 『宋書』巻85 列伝第45
- 『南史』巻23 列伝第13